# Бонифаций II (Тоскана)
Вижте пояснителната страница за други личности с името Бонифаций.
Бонифаций II (на латински: Bonifatius II; † сл. 838) e от 5 октомври 823 г. граф и херцог на Лука, първият марграф на Тоскана от 828 г., 828/830 тутор на Корсика, през 835 г. е изгонен от император Лотар I, през 838 г. е кралски посланик (missus regius) в Септимания.

## Произход
Той е син на Бонифаций I († 823), който идва с Карл Велики от Бавария в Италия и става 812 граф и херцог на Лука. Брат е на Берехарий, който се бие 828 г. против сарацините и на Рихилда, † сл. 5 октомври 823, игуменка на SS Benedetto e Scholastica в Лука.

## Деца
Бонифаций II е баща на:
- Берард, 855 с брат му Адалберт в Рим, 876/888 доказан, граф
- Адалберт I, † сл. 27 май 884, 844/45 – 884/89 граф и херцог на Лука, маркграф на Тусция с Флоренция и Фиезоле, 846 тутор на Корсика, завоюва 878 Рим заедно с Ламберт I, херцог на Сполето (Гвидони), издигнат на Defensor Patrimonii Sancti Petri, основава 884 манастира San Caprasio в Аула; ∞ I Анонсуара; ∞ II пр. 863 графиня Ротхилда, † сл. 27 май 884, дъщеря на херцог Гуидо Сполетски (Гвидони).